# Мужская учительская семинария в Назарете

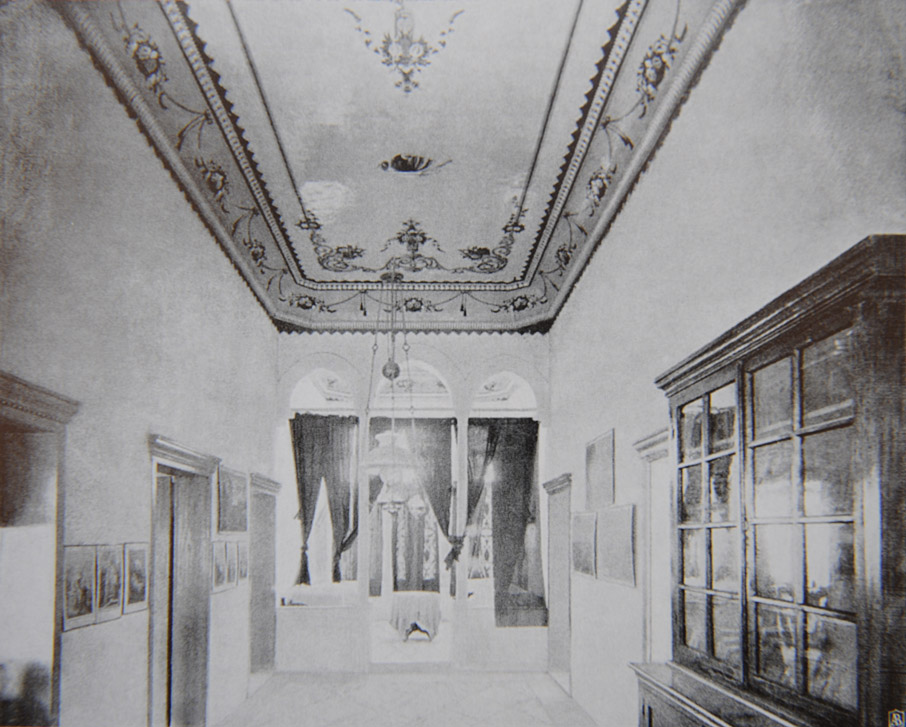
Приёмная мужской учительской семинарии в Назарете. 1907 г.

Мужска́я учи́тельская семина́рия в Назаре́те — учебное заведение, основанное Императорским православным палестинским обществом в городе Назарете 3 сентября 1886 года.

## История
Назаретская мужская учительская семинария была основана в рамках развития в Сирии и Палестине, деятельности Императорского православного палестинского общества в период с 1882 по 1914 годы, действовала как мужской пансион и была рассчитана на 35 воспитанников.

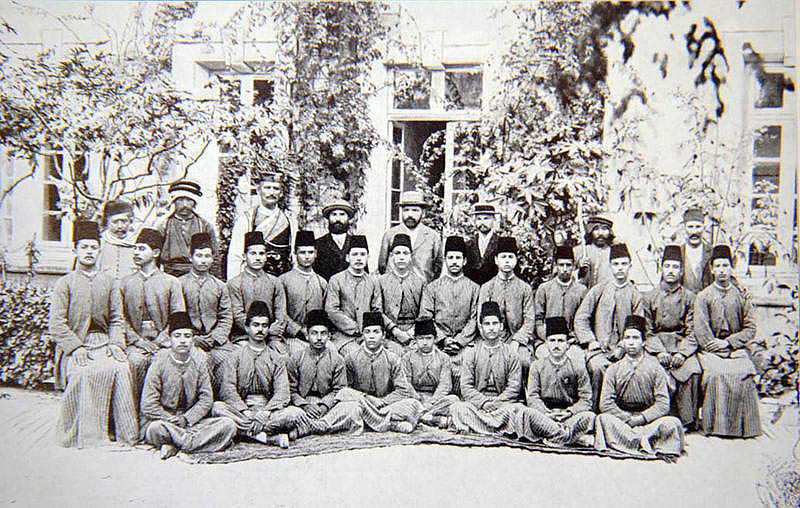
Воспитанники старшего класса мужской учительской семинарии в Назарете. 1907 г.

Семинария в Назарете не имело своего постоянного здания, поэтому Общество было вынуждено снимать отдельное двухэтажное здание в мусульманском квартале Назарета (сейчас дом Сиифа ад-Дина Зуаби). Многолетним заведующим учительской семинарии в Назарете был уроженец Дамаска — Александр Гаврилович Кезма (1860—1935). Согласно отчёту командировки Д. В. Истомина от 1895/6 годов, инспектором учебных заведений ИППО в Галилее, был А. И. Якубович, старшим учителем А. А. Спасский, также в семинарии работали учителя Е. Ф. Дружинин, Д. Ф. Богданов и Х. М. Алла-Верды.
В нижнем этаже здания находилась: общая столовая, спальни, кабинет начальника семинарии, кладовая кухня, на втором этаже: классы, учительская, кабинет инспектора и специальная комната, где размещались инструменты для занятий физикой, анатомией и небольшая ботаническая коллекция.
В семинарии преподавались: арабский, турецкий, греческий и русский языки, а также Закон Божий, арифметика, геометрия, история, география, русский язык и педагогика. Кроме того, семинаристов обучали церковным песнопениям и русским и арабским народным песням. После смерти Секретаря Императорского православного палестинского общества В. Н. Хитрово, семинария называется в честь его имени — мужская учительская семинария в Назарете, имени Василия Николаевича Хитрово.
Школа прекращает своё существование в связи с началом Первой мировой войны, а затем с революцией в России 1917 года, когда полностью прекращается финансирование на школьную деятельность ИППО.

## Некоторые известные выпускники
- Михаил Иафет (Яфет) (1888)
- Рафаил Тарази (1888)
- Серафим Бтишрани (1888)
- Константин (Констади) Каназе (1890)
- Халиль Байдас (1890)
- Пантелеимон Крестович Жузе (Бандали аль-Джаузи) (1890)
- Тауфик Гаврилович Кезма (1896)[5]

## Современное положение
Здание является частной собственностью семьи из Назарета — Сиифа ад-Дина Зуаби.